# Denis de Sainte-Marthe
Denis de Sainte-Marthe (Parigi, 1650 – Parigi, 1725) è stato un religioso, teologo e storico francese, superiore generale della Congregazione di San Mauro, editore di Gallia christiana.

## Biografia
Denis de Sainte-Marthe appartenne alla famiglia Sainte-Marthe, una famiglia di celebri umanisti ed eruditi francesi vissuti nei secoli XVI e XVII. In particolare, lo zio Abel Louis (1621–1697), due suoi prozii, i fratelli gemelli Louis (1571-1656) e Scévole II (1571-1650), e i tre figli di quest'ultimo (Pierre, Abel e Nicole-Charles), avevano cooperato alla monumentale Gallia christiana.
Denis entrò nel 1688 a Saint-Maur, un'antica abbazia benedettina, oggi scomparsa, di cui Denis de Sainte-Marthe fu eletto superiore generale nel 1720. Negli ultimi anni della sua vita, con l'aiuto dei suoi colleghi, ideò un'opera sul Cristianesimo in Francia simile a Gallia Christiana, la famosa opera di erudizione dovuta in gran parte ai membri della sua famiglia; i volumi della nuova opera, molto più grandi nelle dimensioni e di contenuto assolutamente nuovo, ebbero tuttavia lo stesso titolo della precedente. Furono curati da Denis solo tre volumi (1715-1728); fu proseguita dai suoi compagni di monastero. Denis de Sainte-Marthe pubblicò inoltre diverse opere di polemica contro i gesuiti e i protestanti.

## Scritti
- Gallia christiana, in provincias ecclesiasticas distributa; qua series et historia archiepiscoporum, episcoporum, et abbatum (Volume 1 di Gallia christiana, in provincias ecclesiasticas distributa; qua series et historia archiepiscoporum, episcoporum, et abbatum, Denis de Sainte-Marthe), Parisiis: ex typographia regia, 1716; (Vol. III), Parisiis: ex typographia regia, 1725
- Traité de la confession contre les erreurs des Calvinistes, avec la réfutation du livre de M. Daillé, contre la confession auriculaire, Lyon : chez Anisson, Posuel & Rigaud, rue Mercière, 1685 (Google books)
- Histoire de S. Grégoire le Grand, pape et docteur de l'église, tirée principalement de ses ouvrages, Rouen: chez la veue de Louis Behourt, 1697 (Google books)
- La vie de Cassiodore, chancelier & premier ministre de Theodoric le Grand & de plusieurs autres rois d'Italie, Paris: chez Jean Baptiste Coignard, 1694 (Google books)
- Recueil de quelques pièces qui concernent les quatre lettres écrites à M. L'Abbé de la Trappe, Cologne: Jean Sambix l'ainé, 1693 (Google books)